# Мечеть ас-Сакія
Мечеть аль-Садія (араб. مسجد السقيا) — мечеть в міста Медина, Саудівська Аравія.

## Історія
Названа на честь колодязя Сукья, що належить Са'д ібн Абі Ваккасу. Побудована за життя пророка Мухамеда після його перемоги в битві при Бадрі.
Хадис є розповідь про обмивання пророка водою з колодязя розташованого поблизу Сук'я, перш ніж він вирушить на битву. На місці де була побудована мечеть пророк написав суру Аль-Анфаль. Також у цій мечеті на прохання Аббаса бен Абдула Мутталіба Умар ібн аль-Хаттаб вперше провів молитву Істіклаа (молитва за дощ).

## Опис
Знаходиться на нинішньому залізничному вокзалі Анбарії. Ця невелика мечеть має три куполи. Ширина мечеті – 56 метрів. Він має елементи стилю архітектури Омеядів. Реконструйована за правління короля Фахда ібн Абдули-Азіза Аль Сауда.